# Һ
Һ, һ – litera rozszerzonej cyrylicy często oznaczająca spółgłoskę [h]. Używana jest m.in. w języku baszkirskim, buriackim, jakuckim, kałmuckim, kazachskim, tatarskim i innych. Utworzona na wzór łacińskiej litery H.

## Kodowanie
| Znak                   | Һ                            | Һ                            | һ                          | һ                          |
| ---------------------- | ---------------------------- | ---------------------------- | -------------------------- | -------------------------- |
| Nazwa w Unikodzie      | Cyrillic Capital Letter Shha | Cyrillic Capital Letter Shha | Cyrillic Small Letter Shha | Cyrillic Small Letter Shha |
| Kodowanie              | dziesiątkowo                 | szesnastkowo                 | dziesiątkowo               | szesnastkowo               |
| Unicode                | 1210                         | U+04BA                       | 1211                       | U+04BB                     |
| UTF-8                  | 210 186                      | d2 ba                        | 210 187                    | d2 bb                      |
| Odwołania znakowe SGML | &#1210;                      | &#x04BA;                     | &#1211;                    | &#x04BB;                   |